# Jon Landau
Jon Landau, född 14 maj 1947, är Bruce Springsteens manager och skivproducent.
Efter att ha varit krönikör på tidningen The Real Paper blev han 1975, efter en segdragen tvist med Springsteens skivbolag, hans manager och skivproducent.